# ビートNo.1
『ビートNo.1』（ビートナンバーワン）は、1965年7月2日から同年9月24日まで日本テレビ系列局で放送されていた日本テレビ製作の音楽番組である。日本コロムビアの協賛番組。放送時間は毎週金曜 19:00 - 19:30 （日本標準時）。

## 概要
当時流行していたレコード会社協賛の音楽番組の1つで、内容はコロムビアレコード所属歌手たちによる歌が中心だった。番組には弘田三枝子、松島トモ子、クールキャッツがレギュラー出演し、当時の新人であるザ・プレイファイブやザ・スカーレットなども招かれていた。「スターと歌おう」のコーナーでは、彼らとスタジオ来場者たちによる合唱が行われていた。